# كوروت-2b
CoRoT-2b (المعروف سابقا باسم COROT-Exo-2b) هو كوكب خارج المجموعة الشمسية مؤكد وثاني كوكب خارج المجموعة الشمسية يكتشف من قبل بعثة كوروت الفرنسية، يدور الكوكب حول نجم COROT-2 على مسافة 930 سنة ضوئية من الأرض في إتجاة كوكبة العقاب. اكتشف CoRoT-2b باستخدام طريقة العبور وأعلن عن هذا الاكتشاف في 20 ديسمبر 2007  وفي وقت لاحق تم تأكيد كتلتة عن طريق أسلوب قياس السرعة الشعاعية للنجم المستضيف (COROT-2).

## خصائص
كوكب CoRoT-2b مشتري حار كبير، نصف قطرة حوالي 1.43 ضعف نصف قطر المشتري وكتلتة حوالي 3.3 ضعف كتلة المشتري. ويعزى حجمه الضخم إلى التسخين الشديد من النجم الأم، مما يؤدي إلى تضخيم طبقات الغلاف الجوي الخارجية. ويشير نصف قطر الكوكب الكبير جدا إلى أن CoRoT-2b حار جدا نحو 1500 كلفن، حتى أكثر حرارة مما كان متوقعاً بحكم موقعه القريب من النجم الأم. هذه الحقيقة قد تكون علامة على تسخين مدى جزري ناجم عن تفاعل مع كوكب آخر.
ولقد رصد منحنى الطور الكامل لهذا الكوكب.
يدور CoRoT-2b حول نجمة مرة واحدة تقريباً كل 1.7 يوم، في حركة تراجعية (من الغرب إلى الشرق) بالقرب من خط استواء النجم.
في أغسطس 2008، تم حساب زاوية اللف (تدويم) مدار COROT-2b (زاوية ميلان مستوى مدار الكوكب عن خط استواء النجم) من قبل بوشي وآخرون. عن طريق تأثير روسيتر-ماكلولين ](التبدل السريع بين الطيف الأحمر والأزرق) وحدد مقدارة بنحو +7.2 ± 4.5 درجة.